# Luca Kilian
Luca Jannis Kilian (* 1. September 1999 in Witten) ist ein deutscher Fußballspieler. Der Innenverteidiger steht beim 1. FC Köln unter Vertrag und war deutscher Nachwuchsnationalspieler.

## Karriere

### Verein
Ab dem Alter von fünf Jahren wurde Kilian, der variabel in der Verteidigung einsetzbar ist, in seiner Heimatstadt Dortmund beim Hombrucher SV 09/72 fußballerisch ausgebildet. Dort hatten auch schon die späteren Profis Mario und Felix Götze in Kindertagen gespielt. Anschließend wechselte er als Zwölfjähriger zum Bundesligisten Borussia Dortmund, nachdem ihn Scouts des Klubs bei einem Jugendturnier gesichtet hatten. Beim BVB kam er fortan ab der D-Jugend in allen weiteren Jugendmannschaften zum Einsatz.
Mit der U17 gelangte er in der B-Junioren-Bundesliga 2015/16 bis in die Endrunde um die Meisterschaft, scheiterte mit der Mannschaft jedoch im Endspiel an Bayer 04 Leverkusen. In der Folgesaison kam er mit der A-Jugend ebenfalls ins Finale um die deutsche Meisterschaft, das die jungen Borussen nach einem Sieg im Elfmeterschießen gegen den FC Bayern für sich entschieden. Vor 33.450 Zuschauern verwandelte auch Kilian seinen Elfmeter.
Im Frühjahr 2018 schied Kilian mit der U19 des BVB im Halbfinale der Endrunde gegen den späteren Meister Hertha BSC aus. Erfahrungen im kontinentaleuropäischen Fußball sammelte der Verteidiger in seinen zwei letzten Juniorenspielzeiten in der UEFA Youth League, in der der BVB im Achtelfinale und im nächsten Jahr nach der Gruppenphase ausschied.
Zur Regionalligasaison 2018/19 wurde Kilian unter Coach Jan Siewert fest in den Kader der zweiten Mannschaft des BVB integriert. Er schloss die Saison mit Dortmund II auf Rang 5 ab und absolvierte als Stammspieler 28 Spiele (4 Tore).
Im Sommer 2019 wurde er vom Bundesligaaufsteiger SC Paderborn 07 bis Juni 2021 unter Vertrag genommen; er absolvierte 15 Bundesligaspiele und stieg mit dem SC nach der Saison als Tabellenletzter ab. 
Im August 2020 wechselte Kilian zum 1. FSV Mainz 05 mit einer Vertragslaufzeit bis 2024. Nach sieben Bundesligaeinsätzen im Trikot der Mainzer schloss sich Kilian im August 2021 für ein Jahr leihweise dem 1. FC Köln an.
Killian zog sich 2024 im März sowie erneut im Dezember einen Kreuzbandriss zu. Ende Dezember verlängerte er seinen Vertrag mit dem 1. FC Köln um eine weitere Saison bis Juni 2026.

### Nationalmannschaft
Ab der U18 spielte Kilian für alle Nachwuchsnationalmannschaften des DFB.

## Erfolge
Borussia Dortmund
- Deutscher A-Jugendmeister: 2017

## Privates
Kilian hat erfolgreich sein Fachabitur abgelegt. Er gibt als fußballerisches Vorbild Mats Hummels an und absolvierte in seiner Zeit beim BVB ein Praktikum im kaufmännischen Bereich des Vereins.
Sein Großvater ist der ehemalige Fußballspieler Amand „Westerwälder Eisenfuß“ Theis, der zwischen den 1960er und -80er Jahren fast 300 Spiele in der 1. und 2. Bundesliga absolvierte.
Kilian wurde am 13. März 2020 als erster Spieler in der Bundesliga positiv auf das SARS-CoV-2 getestet.